# Мел Коллінз
Мелвін Десмонд Коллінз (Melvyn Desmond Collins, нар. 5 вересня 1947 року, острів Мен) — британський саксофоніст, флейтист і сесійний музикант.
Коллінз грав у кількох прогресивних рок-гуртах, двічі був учасником King Crimson (з 1970 по 1972 рік і з 2013 по 2021 рік), а також співпрацював із Camel, The Alan Parsons Project, Роджером Вотерсом і Крісом Сквайром. Грав музику найрізноманітніших жанрів — від ритм-енд-блюзу та блюз-року до джазу.

## Кар'єра
Мел Коллінз народився в сім'ї музикантів. Його матір'ю була співачка Бібі Коллінз (Bebe Collins), а батьком — Дерек Коллінз (Derek Collins), саксофоніст і сесійний музикант, який гастролював із Джуді Гарленд і Ширлі Бессі.
Коллінз працював з великою кількістю відомих виконавців, серед яких 10cc, Алексіс Корнер, Елвін Лі, Clannad, Ерік Клептон, Bad Company, Піно Даніеле, Dire Straits, Браян Феррі, Роджер Чепмен, Маріанна Фейтфулл, The Rolling Stones, Роджер Вотерс, Джеррі Рафферті, Tears for Fears, Go West, Джоан Арматрейдінг та інші.
Коллінз був учасником прогресивних рок-гуртів King Crimson, Camel, а також записувався з The Alan Parsons Project. У King Crimson він замінив Іена Макдональда, зігравши на альбомах In the Wake of Poseidon (1970), Lizard (1970), Islands (1971) і Earthbound (1972). Він пішов із King Crimson у 1972 році, пізніше взявши участь у записі альбому Red (1974) як сесійний музикант. Він грав на другому альбомі Crimson Jazz Trio, The King Crimson Songbook, Volume Two, який вийшов у 2009 році.
Коллінз зіграв соло на саксофоні в хіті The Rolling Stones 1978 року Miss You, а в 1983 році приєднався до Dire Straits і взяв участь у їхньому восьмимісячному турі Love over Gold Tour та концертному альбомі Alchemy: Dire Straits Live. Коллінз був одним з учасників гурту Kokomo разом із Тоні О'Меллі, Нілом Габбардом, Педді Макг'ю (Paddy McHugh), Френком Коллінзом, Даян Бірч і Аланом Спеннером, а також часто виступав з Тоні О'Меллі.
У 1983 році Коллінз зіграв соло на саксофоні в хітовому синглі Private Dancer Тіни Тернер, який увійшов до її однойменного альбому. Його соло було записано в Англії на студії Wessex Studios.
У 1984 році Мел Коллінз зіграв на саксофоні в альбомі «неаполітанського блюзмена» Піно Даніеле Musicante, перед тим взявши участь у його гастрольному турі. Того ж року Мел Коллінз гастролював із Роджером Вотерсом на підтримку його альбому The Pros and Cons of Hitch Hiking. У 1985 році Коллінз був частиною супергурту Willie and the Poor Boys і знявся у його відео з Біллом Вайманом та Джиммі Пейджем. Потім він повторно гастролював із Вотерсом під час 2-ї частини туру The Pros and Cons of Hitch Hiking. Того ж року він також з'явився на альбомі Songs from the Big Chair гурту Tears for Fears, зігравши на саксофоні в пісні The Working Hour. У 1986 році він був музикантом в анімаційному фільмі «Коли дме вітер» (1986). У 1987 році Коллінз знову співпрацював із Вотерсом, з'явившись на альбомі Radio K.A.O.S. і в турі на його підтримку, а в 1988 році — знову з Піно Даніеле на альбомі Bonne Soirée і в подальшому турі.
У 2006 році Коллінз брав участь у Die Harald Schmidt Show.
У 2002—2007 роках Коллінз разом з іншими колишніми учасниками King Crimson був учасником його відгалуження — гурту 21st Century Schizoid Band.
У травні 2008 року гурт Kokomo був тимчасово реформований. Разом із Коллінзом грали Тоні О'Меллі, Нілом Габбард, Марк Сміт, Адам Філліпс, Енді Гамільтон, Педді Макг'ю (Paddy McHugh), Даян Бірч, Френк Коллінз, Берні Голланд (Bernie Holland) і Глен ле Флер (Glen Le Fleur).
Коллінз грав на дерев'яних духових інструментах на альбомі 2011 року King Crimson A Scarcity of Miracles (це 7-й із ProjeKcts) — це була його перша участь в альбомі, пов'язаному з King Crimson з 1974 року. У вересні 2013 року Роберт Фріпп підтвердив, що Мел Коллінз знову стане учасником King Crimson, гурт отримав назву King Crimson VIII.
Коллінз також був учасником реформації Climax Blues Band Піта Хейкока у 2013 році до смерті Хейкока у жовтні 2013 року.
У цей момент Мел Коллінз є учасником Dire Straits Legacy — гурту, який грає музику Dire Straits і який називають «найближчим до них!» У гурті Коллінз грає на саксофоні разом з іншими колишніми учасниками Dire Straits, які гастролювали з ними: Денні Каммінгс (Danny Cummings, перкусія, вокал) і Філ Палмер (Phil Palmer, гітара, вокал), колишні учасники Dire Straits: Алан Кларк (клавішні) і Джек Сонні (гітара, вокал), а також продюсер Тревор Горн (бас, вокал), а також Марко Кавігіла (Marco Cavigila, соло-гітара, вокал) і Пріміано Дібіазе (Primiano Dibiase, клавішні). Група записала студійний альбом 3 Chord Trick.

## Вибрана дискографія

### Як учасник гурту

#### З гуртом Circus
- 1969: Circus[21]

#### З гуртомThe Alan Parsons Project
- 1982: Eye in the Sky[en][22]
- 1984: Ammonia Avenue[en][23]

#### ЗДевідом Байроном
- 1981: On the Rocks[en][24]

#### З гуртомCamel
- 1977: Rain Dances[en][25]
- 1978: A Live Record[en][26] (концертний)
- 1978: Breathless[en][27]
- 1984: Pressure Points[en][28] (концертний)

#### З гуртомDire Straits
- 1984: Alchemy: Dire Straits Live[6] (концертний)

#### Якко Якшик[en]і Мел Коллінз
- 2006: King Crimson's Night[29] (концертний)

#### Якшик, Фріпп і Коллінз
- 2011: A Scarcity of Miracles[en][15]

#### З гуртомKing Crimson
- 1970: In the Wake of Poseidon[30]
- 1970: Lizard[31]
- 1971: Islands[32]
- 1972: Earthbound[33]
- 1971—1972: Ladies of the Road[34] (вийшов у 2002 році)
- 1974: Red[35]
- 2015: Live at the Orpheum[36]
- 2016: Live in Toronto[37]
- 2016: Radical Action to Unseat the Hold of Monkey Mind[38]
- 2017: Live in Chicago[39]
- 2021: Music is our Friend: Live in Washington and Albany[40]

#### З гуртомKokomo[en]
- 1975: Kokomo[41]
- 1975: Rise & Shine[42]

#### ЗАлексісом Корнером[en]
- 1973: Live on Tour in Germany[43]
- 1979: The Party Album[en][44] (концертний)

#### ЗЕлвіном Лі[en]
- 1974: In Flight[en][45] (концертний)
- 1975: Pump Iron![46]

#### З гуртомThe Rolling Stones
- 1978: Some Girls[47]

#### З гуртом21st Century Schizoid Band[en]
- 2002: Official Bootleg V.1[48]
- 2003: In The Wake of Schizoid Men[49]
- 2003: Live in Japan[en][50] (CD та DVD)
- 2003: Live in Italy[en][51]
- 2006: Pictures of a City — Live in New York[52]

### Як сесійний музикант
Мел Коллінз працював як сесійний музикант із багатьма гуртами й музикантами, серед яких Джоан Арматрейдінг, Bad Company, Camel, Джим Капальді, Clannad, Браян Феррі, Алексіс Корнер, Елвін Лі, Філ Манзанера, 801, Ентоні Філліпс, Кріс Сквайр та Джеррі Рафферті.

### Сумісні роботи
- 1974: Дана Гіллеспі[en] — Ain't Gonna Play No Second Fiddle[53]
- 1974: Роберт Палмер — Sneakin' Sally Through the Alley[en][54]
- 1975: Роберт Палмер — Pressure Drop[en][55]
- 1976: Браян Феррі — Let's Stick Together[en][56]
- 1977: Ерік Клептон — Slowhand[57]
- 1977: Джоан Арматрейдінг — Show Some Emotion[en][58]
- 1978: Браян Феррі — In Your Mind[en][59]
- 1978: Річард Райт — Wet Dream[en][60]
- 1978: Браян Феррі — The Bride Stripped Bare[en][61]
- 1980: Джеррі Рафферті — Snakes and Ladders[en][62]
- 1980: Саллі Олдфілд[en] — Celebration[63]
- 1981: Козі Павелл — Tilt[en][64]
- 1981: Джоан Арматрейдінг — Walk Under Ladders[en][65]

- 1981: Саллі Олдфілд[en] — Playing in the Flame[66]
- 1982: Джеррі Рафферті — Sleepwalking[en][67]
- 1982: Філ Лайнотт — The Philip Lynott Album[en][68]
- 1983: Річі Гевенс — Common Ground[en][69]
- 1983: Джоан Арматрейдінг — The Key[en][70]
- 1983: Саллі Олдфілд[en] — Strange Day in Berlin[71]
- 1984: Тіна Тернер — Private Dancer[72]
- 1986: Девід Сильвіан — Gone to Earth[73]
- 1986: Джо Кокер — Cocker[74]
- 1987: Роджер Вотерс — Radio K.A.O.S.[en][75]
- 1987: Теренс Трент Д'Арбі — Introducing the Hardline According to Terence Trent D'Arby[en][76]
- 1988: Філ Торнеллі — Swamp[en][77]
- 1988: Джеррі Рафферті — North and South[en][78]
- 1992: Дана Гіллеспі[en] — Big Boy[79]
- 1992: Джеррі Рафферті — On a Wing and a Prayer[80]
- 1993: Браян Феррі — Taxi[en][81]
- 1994: Джеррі Рафферті — Over My Head[en][82]
- 2000: Джеррі Рафферті — Another World[en][83]
- 2009: Джеррі Рафферті — Life Goes On[en][84]